# Ducula nicobarica
Espèce
Statut de conservation UICN

NT : Quasi menacé
Ducula nicobarica est une espèce d'oiseaux des îles Nicobar appartenant à la famille des Columbidae.

## Description
Cet oiseau mesure 38 à 48 cm de longueur pour une masse de 365 à 650 g.
Il ressemble beaucoup au Carpophage pauline, dont il était considéré comme une simple sous-espèce. Il en diffère par des teintes grises non lavées de rose et par les parties supérieures presque noires.

## Répartition
Comme son nom l'indique, cet oiseau peuple les îles Nicobar.